# Koninklijke Stockheimer Harmonie "Sint-Elisabeth", Stokkem
De Koninklijke Stockheimer Harmonie "Sint-Elisabeth", Stokkem is een harmonieorkest, in 1899 opgericht onder de naam Werk en Kunst in Stokkem, anno 2009 een Belgische deelgemeente van Dilsen-Stokkem.

## Geschiedenis
Het eerste succes behaalde de harmonie in 1912 in Thorn (Limburg) met een 1e prijs en ere-prijs in de 3e afdeling. Vlak na de Eerste Wereldoorlog kwam er met de naamswisseling een grote opgang. Werk en Kunst werd Stockheimer Harmonie en de naam van de patrones van Stokkem Sinte Elisabeth werd hieraan toegevoegd. Tussen de beide oorlogen waren er de gewone ups en downs van een verenigingsleven. In 1955 verwierf de harmonie het recht de titel Koninklijke Harmonie in haar standaard te voeren en won 1e prijzen op muziekwedstrijden te Rutten en Lommel.
De grote opgang van de harmonie gebeurde in de jaren zeventig met eerste prijzen in Federatieve Concoursen en deelname aan Internationale Muziekfestivals te Hallwil, Zwitserland en Welzheim bij Stuttgart, Duitsland. In 1978 was de harmonie aanwezig op het Wereld Muziek Concours (WMC) te Kerkrade en behaalde een 1e prijs in de 2e divisie. In 1980 won ze het Kampioenschap van Limburg-Supérieur te Kaulille en in 1981 werd zij Kampioen van België te Wetteren. In 1981 behaalde de harmonie op het Wereld Muziek Concours te Kerkrade een 1e prijs met lof van de Jury in de 1e divisie.

## Dirigenten
- 1900-1905: Hemke Venken
- 1905-1908: Hubert Goosens
- 1908-1911: Hemke Venken
- 1911-1914: Leon Dupont
- 1922-1934: Mathieu Thomasetti
- 1934-1940: Charles Berchmans
- 1945-1953: Charles Berchmans
- 1953-1974: Jean Detrez
- 1974-1985: Jan Steutelings
- 1985-1990: Michel Vanderhoven
- 1990-1998: Tjeu Creemers
- 1998-2001: Michel Vanderhoven
- 2001-2002: Matty Cilissen
- 2002-2003: Bert Appermont
- 2003-2008: Nico Venken
- 2008-2011: Peter Schaekers
- 2011-2012: Stefan Bocken
- 2012-2022: Toon Rutten
- 2022-2025: Koen Ubaghs
- 2025     : Filip Ceunen